# Manuela Gretkowska
Manuela Gretkowska (Łódź, 6 ottobre 1964) è una scrittrice, editorialista, politica, sceneggiatrice e attivista polacca, fondatrice del Partito delle donne polacche.
Vincitrice del sondaggio dei lettori del settimanale "Wysokie Obcasy" per la donna polacca dell'anno 2007, ha ricevuto il Phenomenon 2006 dalla redazione del settimanale Przekrój e l'Elle Style Award 2007 nella categoria Public Figure.

## Biografia
Nata a Łódź nella famiglia di un ispettore sanitario, ha studiato a Łódź e si è laureata in filosofia presso l'Università Jagellonica di Cracovia dove ha cominciato a collaborare con la rivista Brulion. Nel 1988 si è trasferita in Francia dove si è laureata in antropologia all'École des hautes études en sciences sociales di Parigi. All'inizio degli anni '90 è tornata in Polonia. È stata vicedirettore capo di Elle e poi direttrice letteraria della rivista. Ha scritto editoriali per Elle, Cosmopolitan, Wprost, Polityka, Machina, Cogito.
Il debutto letterario di Gretkowska è stato il romanzo We Are Immigrants Here (My zdies 'emigranty) (1991), in cui descriveva le esperienze della giovane generazione che lasciava la Polonia. L'opera della giovane scrittrice è stata favorevolmente recensita da Czesław Miłosz, la cui prefazione è apparsa nella prima edizione del libro I successivi tre libri di Gretkowska descrivono la vita di un moderno bohémien artistico-intellettuale che vive in Francia: Paris Tarot (1993), Metaphysical Cabaret (1994) e Textbook for people. Skull: The First and Last Volume (1996) collega gnosi, cabala, il personaggio di Maria Maddalen e il motivo del teschio nella cultura globale. In questo periodo la scrittrice si è guadagnata la nomea di "scandalista" e "postmodernista". La prosa di Manuela Gretkowski evitava il linguaggio grandioso, più simile alla disinvoltura e all'austerità del saggio. Nel 1996, Gretkowska ha scritto una sceneggiatura per il film di Andrzej Żuławski Szamanka (She-Shaman).

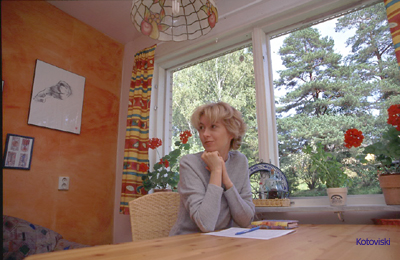
Manuela Gretkowska a Stoccolma, 2002

Nel 1997, Gretkowska si è trasferita in Svezia, dove ha pubblicato diversi racconti raccolti nel libro Namiętnik (The Passionate One) (1998), appunti dai suoi viaggi per il mondo in Światowidz (World-View) (1998) e i suoi editoriali sotto il titolo Silikon (Silicio) (2000). Ha anche co-scritto la sceneggiatura della prima stagione della serie TV Miasteczko (Small Town) (2000).

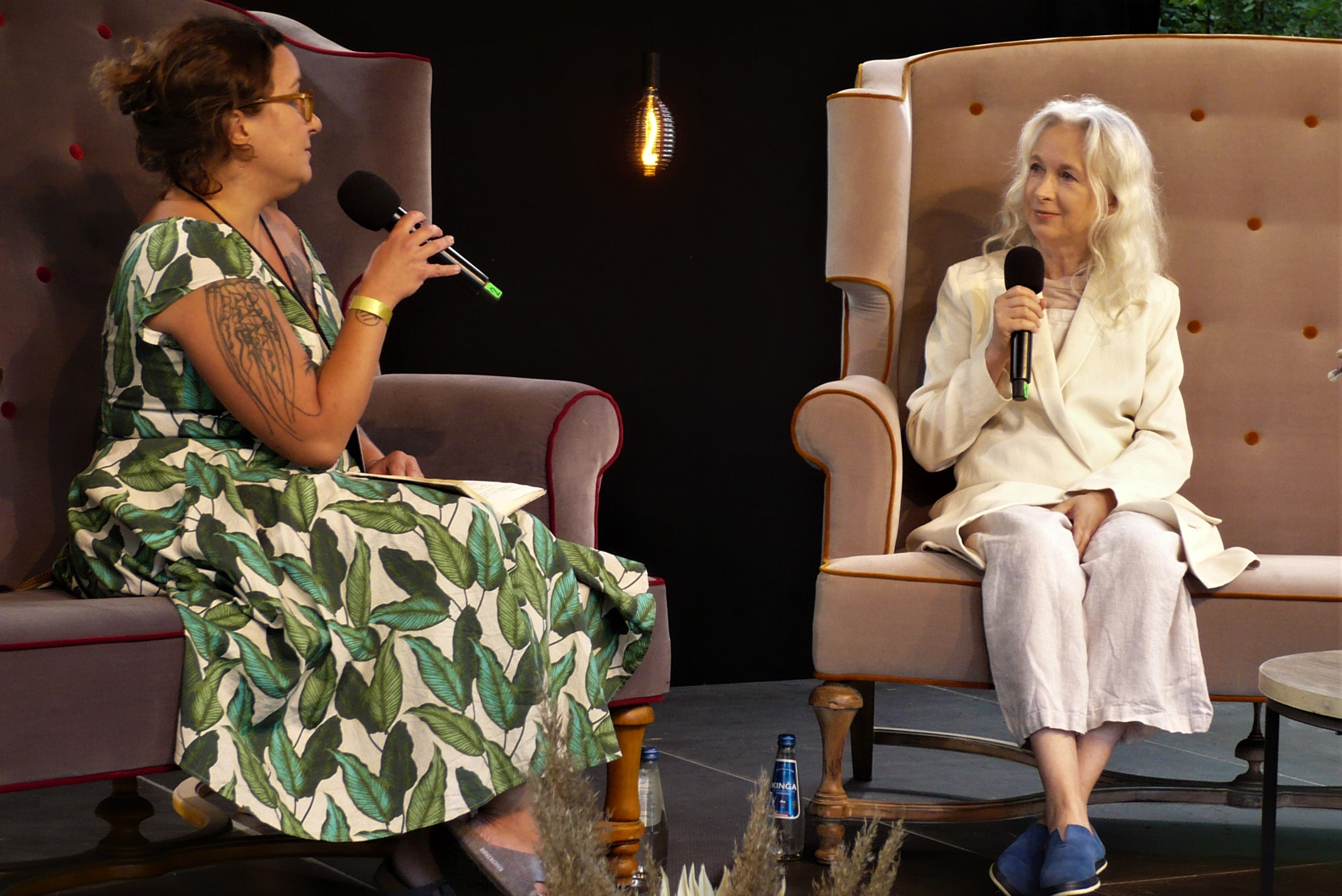
Olga Wróbel e Manuela Gretkowska, VIII Festival della Letteratura di Montagna, Palazzo a Sarna, 2022

L'ultimo lavoro di Gretkowska è una prosa più personale, quasi intima. Polka (Donna polacca) (2001) è stato il diario della gravidanza della scrittrice, mentre Europejka (Donna europea) (2004) presenta una visione umoristica di una Polonia che cambia attraverso gli occhi di una Gretkowska intellettuale. Nel 2003 l'autrice, insieme al compagno Piotr Pietucha, ha scritto Scene di vita extraconiugale. Tre anni dopo, Gretkowska scrisse una rubrica per il mensile Success che fu molto critica nei confronti dei fratelli Kaczyński (gemelli che all'epoca ricoprivano la carica di Presidente e Primo Ministro della Polonia). Il successo venne anche da questo episodio: il testo fu ritagliato (letteralmente) da ogni copia del mensile.

### Partito delle donne
Nel 2007, Gretkowska ha trasformato il movimento sociale "La Polonia è una donna" in un nuovo partito politico - il "Partito delle donne" ("Partia Kobiet"), con cui ha condotto una campagna (fallita) nei parlamenti polacco ed europeo. Nell'ottobre 2007, dopo la sconfitta del partito alle elezioni parlamentari, ha rassegnato le dimissioni dalla guida rimanendone "leader onorario".

## Vita privata
Vive a Ustanow (vicino a Varsavia) con la figlia Pola e lo scrittore e psicoterapeuta Piotr Pietucha.